# Gerd Gnewuch
Gerd Gnewuch (* 19. Oktober 1934 in Berlin) ist ein ehemaliger deutscher Postbeamter, Posthistoriker, Philatelist und Landeskundler.

## Leben
Gerd Gnewuch war von 1955 bis 1977 in der Landespostdirektion Berlin tätig. Von 1977 bis 1995 arbeitete er im Bundesministerium für Post und Telekommunikation in Bonn, wo er von 1984 bis 1995 Werbeleiter für Philatelie war. 
Gnewuch war er von 1960 bis 1985 Vorstandsmitglied in der Landesgeschichtlichen Vereinigung für Berlin und die Mark Brandenburg und übte von 1989 bis 1998 das Amt des Geschäftsführers der Stiftung zur Förderung der Philatelie und Postgeschichte aus. 1994 bis 1998 war er Vorstandsmitglied der Deutschen Gesellschaft für Post- und Telekommunikationsgeschichte. Er verfasste u. a. Artikel für das Spandauer Volksblatt, für das Jahrbuch für brandenburgische Landesgeschichte, für die Deutsche Bundespost, für die Postpraxis, für die Deutsche Briefmarkenrevue, für die Bundesdruckerei, für die Zeitschrift Philatelie, für Südwest aktuell, für das Berliner Forum und für das Archiv für die deutsche Postgeschichte. 

## Schriften (Auswahl)
Gnewuch veröffentlichte mehrere Schriften zu Berlin und zur Postgeschichte, darunter
- Berliner Forum 2/75 – Denn bei der Post ... 125 Jahre Berliner Postgeschichte. Presse und Informationsamt (Hrsg.) 1975
- 100 Jahre Bundesdruckerei. Festschrift, Berlin 1979, hg. v. der Bundesdruckerei, 228 S.
- mit Hasso Lancelle: Die Geschichte der Familie von Ribbeck, Familie von Ribbek (Hrsg.), Bonn 1984, 158 S.
- mit Karl-Heinz Deutsch, Karlheinz Grave: Die Post in Berlin 1237 – 1987, hg. v. K. Roth in der Bezirksgruppe Berlin der Gesellschaft für deutsche Postgeschichte e.V., Berlin 1987, 412 S.
- Berlin und seine Bauten. Teil X, Bd. B, Anlagen und Bauten für den Verkehr, Berlin 1987, darin: Die Entwicklung der Post in Berlin, S. 1–16 und Zentrale Ämter, S. 17–52.
- Von der Deutschen Bundespost Postdienst zur Deutschen Post AG, in: Post- und Telekommunikationsgeschichte, 1996 / Heft 1, S. 7–26
- Die Poststempel von Rottweil und Umgebung 1961–2001 Deutscher Briefmarkensammlerverein e.V. (Hrsg.), Rottweil, 2002, 72 S.
- mit Hermann Weber: 50 Jahre Briefmarkensammlerverein Rottweil e.V. Eine Chronik, hg. v. Briefmarkensammlerverein Rottweil e.V., Rottweil 2012, 28 S.